# 32.º Regimiento Antiaéreo (pesado motorizado)
El 32.° Regimiento Antiaéreo (pesado motorizado) (Flak-Regiment. 32 (Sw. mot.)) fue una unidad de la Luftwaffe durante la Segunda Guerra Mundial.

## Historia
Fue formado en 1940 por el III Comando Aéreo a partir del Batallón Antiaéreo de Proyectores de Reserva/Regimiento General Göring, con 11. - 13. Baterías.
En agosto de 1943 es redesignado como 559° Batallón Antiaéreo de Proyectores.

## Servicios
- 1940 – 1941: bajo el XI Comando Aéreo.
- julio de 1942: en Calais.